# قطعنامه ۱۶۴۲ شورای امنیت
قطعنامه  ۱۶۴۲ شورای امنیت سازمان ملل متحد که در تاریخ ۱۴ دسامبر ۲۰۰۵ تصویب شد، سندی بین‌المللی دربارهٔ بررسی وضعیت در قبرس است. این قطعنامه طی نشست ۵۳۲۴ام با ۱۵ رای موافق، ۰ مخالف و ۰ ممتنع تصویب شد.